# André Parodi
André Gustave Parodi (* 10. März 1909 in Kairo; † 27. Februar 1990 in Vandœuvres, Kanton Genf) war ein Schweizer Diplomat.

## Leben

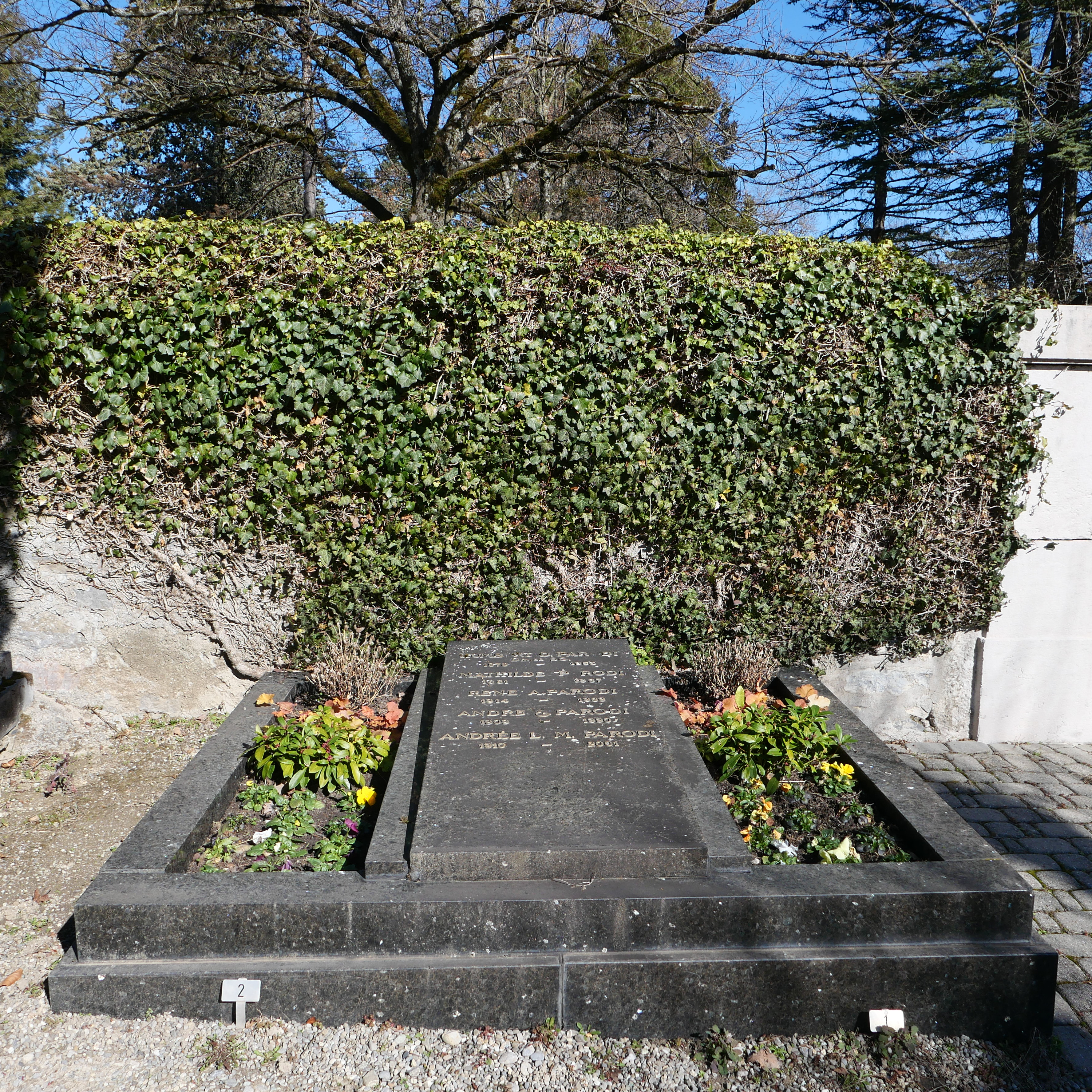
Parodis Grab, in dem auch seine Eltern und zwei Geschwister bestattet sind, auf dem Friedhof von Vandœuvres

Parodi war zwischen 1934 und 1936 Volkswirtschaftlicher Mitarbeiter der Handelsabteilung im Eidgenössischen Volkswirtschaftsdepartement (heute Eidgenössisches Departement für Wirtschaft, Bildung und Forschung). Er wurde am 23. Oktober 1945 zunächst Handelsattaché und am 1. April 1947 Legationsrat an der Gesandtschaft in Italien. Danach war er vom 15. März 1954 bis zum 9. November 1954 als Geschäftsträger Leiter der Gesandtschaft in Rumänien. Im Anschluss übernahm er am 9. November 1956 von Jacques-Albert Cuttat den Posten als Gesandter in Kolumbien. Nach der Aufwertung der Gesandtschaft zur Botschaft am 19. Juni 1958 wurde er erster Botschafter in Kolumbien. Er war als solcher vom 9. November 1956 bis zum 11. März 1961 auch für Ecuador akkreditiert. Sein Nachfolger als Botschafter wurde Charles Albert Dubois.
Am 19. Dezember 1960 wurde Parodi als Nachfolger von Guido Keel zum Gesandten in der Tschechoslowakei ernannt. Nach der Aufwertung dieser Gesandtschaft zur Botschaft am 19. Juli 1963 wurde er ebenfalls erster Botschafter in der Tschechoslowakei und verblieb dort bis zum 21. Oktober 1966, woraufhin Samuel François Campiche am 3. April 1967 sein Nachfolger wurde. Im Anschluss wurde er am 4. April 1967 Nachfolger von Robert Maurice als Botschafter in Ägypten und verblieb dort bis zum 28. August 1971. Er war vom 4. April 1967 bis zum 28. August 1971 zugleich als Schweizer Vertreter im Sudan mit Dienstsitz in Kairo akkreditiert. Sein Nachfolger als Botschafter wurde Hans Karl Frey.
Zuletzt löste Parodi am 19. Oktober 1971 wiederum Robert Maurice als Botschafter in Spanien ab. Er verblieb auf diesem Posten bis zu seinem Ausscheiden aus dem diplomatischen Dienst am 31. Dezember 1974, woraufhin Samuel François Campiche abermals sein Nachfolger wurde.

## Weblink
- Dokumente von und über Parodi, André in der Datenbank Dodis der Diplomatischen Dokumente der Schweiz

| Personendaten    | Personendaten                              |
| ---------------- | ------------------------------------------ |
| NAME             | Parodi, André                              |
| ALTERNATIVNAMEN  | Parodi, André Gustave (vollständiger Name) |
| KURZBESCHREIBUNG | Schweizer Diplomat                         |
| GEBURTSDATUM     | 10. März 1909                              |
| GEBURTSORT       | Kairo                                      |
| STERBEDATUM      | 27. Februar 1990                           |
| STERBEORT        | Vandœuvres, Kanton Genf                    |